# ちいさいおうち
『ちいさいおうち』（英：The Little House）は、アメリカ合衆国の絵本作家であるバージニア・リー・バートンの代表的な絵本作品である。1942年に描かれ、コールデコット賞を受賞した。
日本語訳は石井桃子訳により、岩波書店から刊行されている。
1952年にウォルト・ディズニー・カンパニーによって短編アニメ映画が製作された。

## あらすじ
むかし、あるところに小さな一軒家があった。リンゴの木に囲まれて小さな丘の上にそびえ立つ家は、住人と共に毎日自然豊かな田舎ならではののどかな生活送っていたものの、月明かりの遠くに見える市街地の情景を見て、そこで生活したらどんな気分だろうかとも思った。
それから時を経て、小さな家の周りが徐々に開発され始める。最初は新たな住宅が立ち並び、やがて全て取り払われたかと思いきや、いつの間にかアパートが家を囲んでおり、小さな家の前の通りには路面電車が走るようになった。さらに、同じ通りを高架鉄道や地下鉄まで走り始め、いつの間にか家の周囲はさらに大きな高層ビルが建設され、そこにはリンゴの木も丘も何もなくなっていた。とうとう辺り一面、ネオンサインが毎晩眩しいばかりに光り輝き、人々が忙しそうに歩いていく大都会の中心になっていたのである。家の前では多数の電車やバスや自動車が毎日留まることを知らずに走り続け、家を囲む空気は、埃や煙でかつてと比較にならないほど汚れていた。いつからか住む者もいなくなり朽ちるようにボロボロになっていた家は、もう通行人にも見向きもされなくなった。家はやがて寂しい気持ちになり、田舎での生活と過去を懐かしむようになった。
そんなある春の日、偶然通りかかった家族連れの女性が小さな家を指差した。実は、この女性はかつての小さな家の家主の9代目であり、その小さな家こそ彼女の先祖の生家だった。彼女はどうにかして家を助け出そうと思いめぐらせた。そこで女性は、大工に頼んで、小さな家を都会から離れた田舎の丘の上に移築させる。こうして彼女とその家族と共に新たな生活を始めた家は、再びのどかな生活を謳歌できることを心から嬉しく思い、再び幸せな時間を過ごしはじめるのだった。

## 制作背景
1932年にバートンと夫がボストン近郊のケープアンの入江フォリーコーブに家を購入した際に、交通量の多い道沿いにあった建物を騒音を避けて後方に曳家した経験が作品の根幹となっている。ちいさいおうちは、真ん中に扉、左右に窓、屋根に煙突があるケープコッド様式と呼ばれるこの地方の伝統的な家がモデルである
が、バートンの家は二階屋で本に描かれたような家ではなかった。
バートンはコールデコット賞受賞の際のスピーチにおいて、ちいさいおうちは動かずに周囲が変わっていくことが、早い速度で動いていく社会の歴史を表しており、それはhistoryであるというより「her story」彼女の物語であると述べ、また、「歴史を全体像としてつかむこと」や「時の流れといった考え方」を子どもにわかる言葉で伝えようとしたとしている。この「her story」の言葉は、表紙にも描かれている。

## 日本語訳
石井桃子訳、岩波書店刊でいくつかの版が存在する。
- 『ちいさいおうち』（岩波の子どもの本）1954年初版、1981年改版

変形菊版にサイズが統一された「岩波の子どもの本」シリーズの「幼・1・2年向」の1冊として刊行された。
本シリーズは全て縦書きを採用していたため、初期の版では、本書も原著とは逆の右開きとなった（のち1981年に、縦組から横組に改版）。左開き横組の原書を、右開き縦組に変更する際に、左から右へと流れていた原書の流れを再現するため、画面全体を逆版にしたが、日本語訳本の出版を担当した鳥越信は、月の満ち欠けのカレンダーが逆だという質問の手紙を小学生からもらったというエピソードを記している。
- 『ちいさいおうち』1965年初版、2019年改版

原書と同サイズの絵本。奥付等には「大型絵本」と表記されている。
2019年の改版で、それ以前の日本語版では採用されていなかった原書の要素である、表紙の「HER-STORY」の文字と、献辞の文字「To Dorgie」が再現された。

## 映画
『小さな家』 (The Little House) は、1952年（昭和27年）8月8日にアメリカ合衆国で公開されたアニメ映画。カラー、スタンダード。
ナレーターはスターリング・ホロウェイが担当している。日本語吹き替え版は、ナレーターを関時男、牛山茂、西本裕行らが担当した。

### スタッフ
- 製作 - ウォルト・ディズニー、ロイ・O・ディズニー
- 原作 - バージニア・リー・バートン
- 脚本 - ウィリアム・コトレル、ビル・ピート
- 音楽 - ポール・J・スミス
- 作画監督 - レス・クラーク、マーク・デイヴィス
- レイアウト - トール・パットナム、マクラーレン・スチュワート
- 原画 - クレア・ウィークス
- エフェクト原画 - ジョージ・ロウレイ
- 美術監督 - クロード・コーツ
- 背景 - レイ・ハッフィン
- 監督 - ウィルフレッド・ジャクソン
- 制作 - ウォルト・ディズニー・プロダクション